# 의회궁전

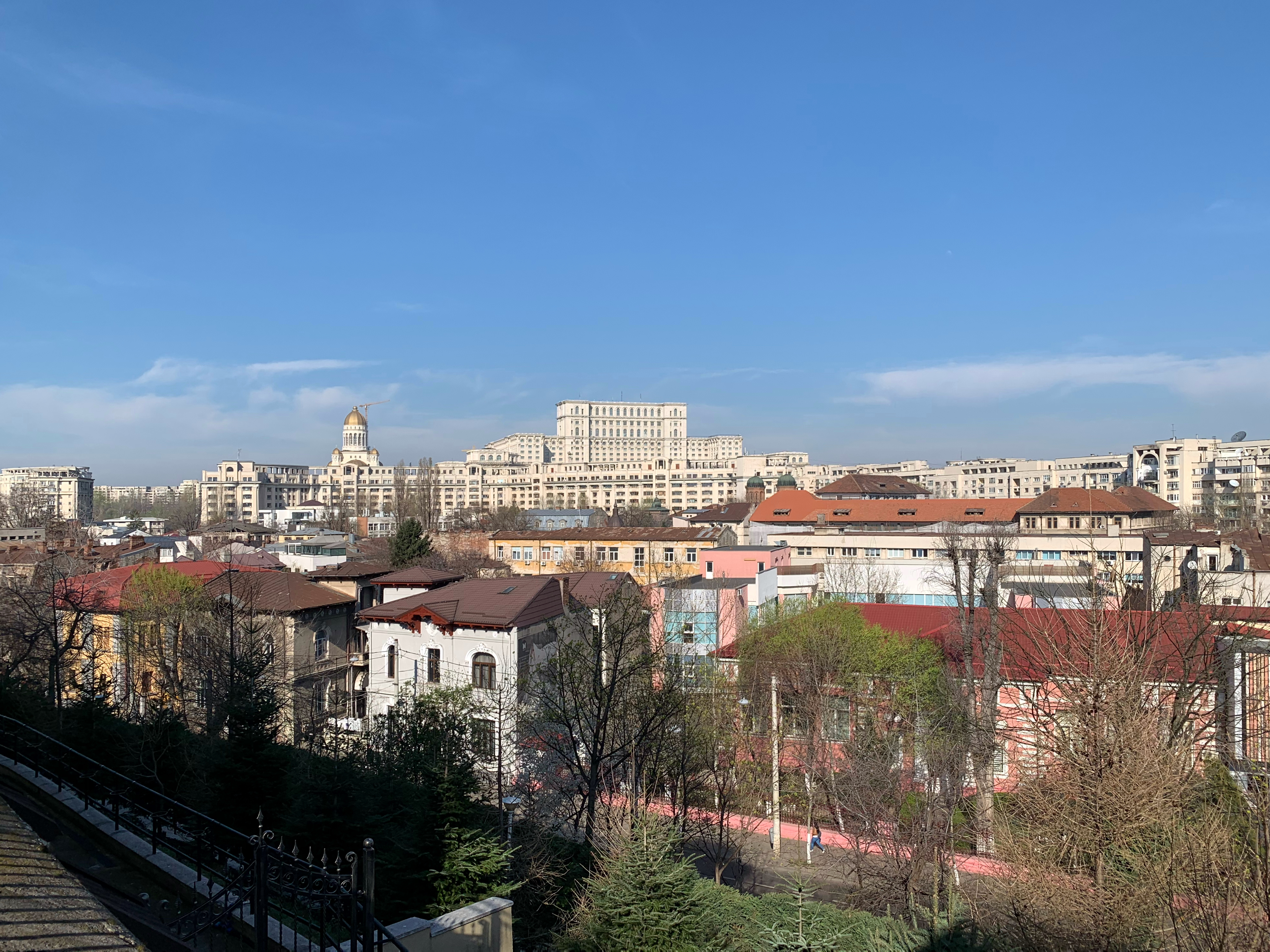
의회궁전

의회궁전(루마니아어: Palatul Parlamentului)은 루마니아의 부쿠레슈티에 있는 궁전으로서 세계에서 두 번째로 큰 행정용 건물이다. 인류가 지은 건물 중 가장 가치가 높은 건물 중 하나로 꼽는다. 원래는 인민궁전(루마니아어: Casa Poporului)으로 부르다가 1989년 루마니아 혁명 이후 이름을 의회궁전으로 바뀌었다. 하지만 여전히 대부분의 루마니아인들은 인민궁전이라고 부른다.

## 기술 및 설계
86m 높이이며 270m, 240m이다. 1,100개의 방이 있으며 12층의 높이이다.
모든 건축 재료는 루마니아의 국산 재료를 썼다. 3,500여톤의 수정으로 480개의 샹들리에, 1,409개의 천정용 전구와 거울을 만들었다. 70톤 이상의 철과 청동을 만들었으며 90만 cbm을 썼다. 이 중 95% 이상의 목재는 자국에서 충당하였다. 20만 m2의 양모 카펫와 문직으로 짠 커튼과 금은으로 장식한 벨벳 등으로 장식되어 있다.

## 공사
스피리 언덕이라고 부르는 언덕 위에 지었으며 건축은 1983년 착공되었다. 주춧돌을 1984년 6월 25일 내렸으며 원래는 인민 궁전 혹은 국민의 집 등으로 불려왔다. 차우셰스쿠 대통령 정부가 1989년 하야할 즈음에 건물이 완성단계에 이르렀다.

## 루마니아 혁명 이후
1997년 이후 건물은 루마니아의 상류 관리 청사로 쓰여왔다. 2005년 루마니아 국회도 궁전을 사용하게 되었다. 특이한 볼거리로는 연회장과 살롱 등이 있으며 궁전의 용도는 다양하다.
2002년 프랑스의 영화 '아멘'은 이곳을 바티칸의 궁전으로 찍었다. 2003~2004년 별당이 추가되었으며 외부의 엘리베이터와 연결되어 있다. 현대 미술 박물관과 사회주의, 전체주의 박물관과도 이어져 있다. 서쪽 부속 건물과 동쪽의 일부, 2층 일부와 지하실 3번 방이 아직 미완성되었다. 현재 새로운 지하 주차장이 지어지고 있으며 창고로도 사용된다. 다양한 언어로 관광 상품이 진행되고 있다.

## 사진

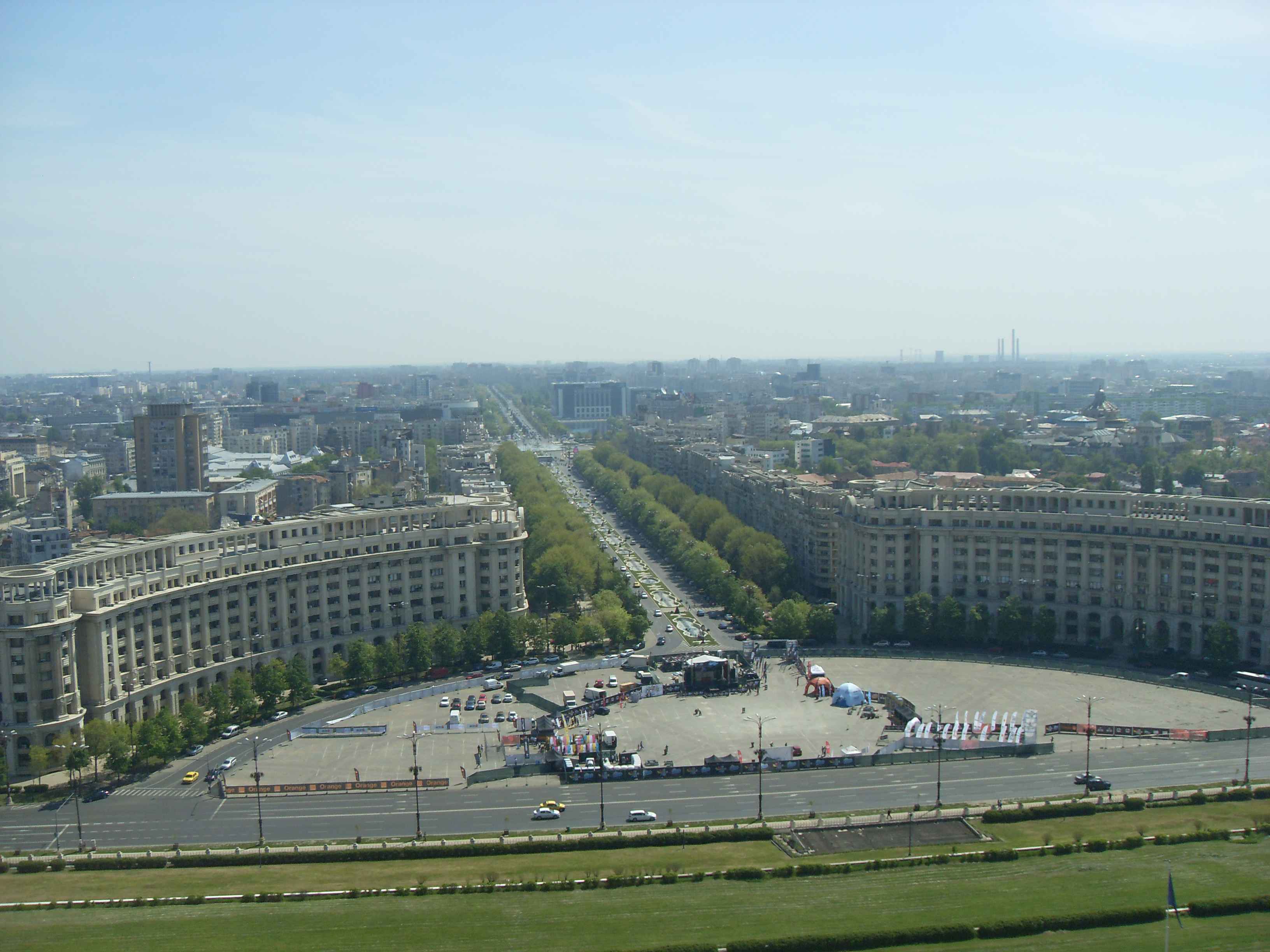
2015년 4월 25일 의회궁전에서 찍은 부쿠레슈티